# Clock Tower: The Movie
Clock Tower: The Movie é o primeiro filme oficial da série de jogos Clock Tower atualmente em estado de desenvolvimento, desde que foi anunciado, em 2008. É baseado principalmente no jogo Clock Tower 2: The Struggle Within e Clock Tower 3.

## Desenvolvimento
Originalmente o longa teve seu lançamento programado para 2010 e depois 2011 sendo novamente adiado. Atualmente o filme têm como diretor David R. Ellis e seu lançamento estimado para 2012. O filme já sofreu várias adaptações e foi descrito por Martin Weisz como estando "no limbo".[carece de fontes?] Atualmente conta como diretor David R. Ellis conhecido por trabalhar em sucessos como Serpentes a Bordo, em uma entrevista Ellis declarou sobre o desenvolvimento que "Clock Tower é sobre uma força espiritual que toma o controle das pessoas e as faz cometer atos terríveis… Meio que vai de corpo em corpo, procurando por pessoas com batimentos cardíacos acelerados. Em determinado momento as pessoas enlouquecem e começam a matar umas as outras… É muito bem escrito e vai ser muito divertido". Anteriormente, nomes como Martin Weisz (O Retorno dos Malditos, 2007) e Jorge Olguin (Sangue Eterno, 2002) estiveram responsáveis já pela direção. Especula-se que o maior motivo pelo atraso e também o responsável pelas modificações no enredo, foi o fato do script ter vazado. 

## Enredo
O enredo do longa se volta para uma mulher chamada Alyssa Hale, cuja família vem sendo atormentada há gerações pelo mal. Porem o único homem que acredita nela é seu psiquiatra que a atende em uma instituição mental. Juntos eles devem encontrar a origem dessa maldição e lutar por suas vidas, até que a maldição seja finalmente encerrada. Tudo começa quando Alyssa recebe na instituição uma estranha ligação de sua mãe que pede que ela não retorne para casa (uma referência á Clock Tower 3); no entanto Alyssa ignora e volta para casa acompanhada de uma amiga com o intuito de saber do que se trata. Assim como Clock Tower 2, o filme se passa na nova Inglaterra e se volta para a conexão entre os personagens.

## Personagens
Acredita-se que alguns personagens possam ter sido descartados após o vazamento de informações, abaixo consta o perfil dos personagens conhecidos:

### Alyssa Barron
Uma jovem mulher, cuja infância foi perturbadora. Alyssa sofre com uma maldição a qual persegue sua famosa e rica família há gerações, e anda tendo visões com imagens religiosas e se sente perseguida por um espirito.

### Thomas Bates
É um renomado psiquiatra da instituição hospitalar em que Alyssa se trata. Com o tempo Thomas se mostra não tão diferente de Alyssa tendo uma infância perturbadora quando sua mãe esquizofrênica se suicida após ouvir vozes. Enquanto ele não tenha sido capaz salvar sua mãe, ele vê que pode fazer algo certo na vida de Alyssa. Embora trate de Alyssa, ele também faz parte da família Hale.

### Eleazer Barrows
Trata-se da figura certamente não-humana de um homem grisalho e com o rosto deformado que usa uma túnica preta, e é geralmente visto com um par de antigas e enormes tesouras. Durante o século 17 ele foi o responsável pelo enforcamento de várias "bruxas". Ele agora ronda os membros da família Hale, dentre eles Chloe.

### Sandi Bates
É a esposa de Thomas e a mãe de Chloe. É uma mulher simpática e carinhosa que trabalha com a restauração de móveis, mas fica alarmada quando Thomas começa a se interessar pelo caso de Alyssa, com medo que ele possa, de alguma forma, prejudicar sua filha.

### Henry Kaplan
É um psiquiatra residente do hospital atualmente tratando de Alyssa. Ele fica perplexo quando Alyssa não responde há massiva medicação e decide chamar o veterano Thomas. Ele também fica surpreso quando Thomas pede que ele suspenda a alta dose de medicamentos apesar dos traumas que Alyssa sofreu. Assim como Jessioca Cook, Henry foi diretamente baseado em personagens de Clock Tower 2: The Struggle Within, mas ao contrário de sua aparição original, Henry trata-se de um afro-americano.

### Chloe Bates
É a filha de Thomas e Sandi. Uma adorável e brilhante menina que costuma conversar com alguns amigos imaginários. No entanto, um desses amigos "imaginários" é uma presença perturbadora (evidentemente Eleazer).

### Jessica Cook
Em seus 40 anos era a esposa do falecido Edmund Cook, um especialista sobre a família Hale, bem como um colecionador de todas as coisas relativas ao Hales. Mas está claramente cansada de todo "lixo" relativo aos Hales em sua casa e pretende se mudar em breve. Ela também está feliz em entregar para Alyssa a tesoura utilizada pelo notório pregador Eleazer Barrows.

### Lundy
Uma paciente da instituição mentalmente perturbada que faz há Alyssa várias propostas sexuais. Ela têm um péssimo destino quando tenta violentar Alyssa no porão do hospital. 